# 용골자리
용골자리(龍骨-, Carina)는 천구의 남쪽에 있는 별자리이다. 아르고자리로부터 나뉜 4개의 별자리(나머지는 고물자리, 나침반자리, 돛자리) 중 하나이다.
용골자리는 북위 37˚이남에서 보이기 때문에, 한반도에서는 볼 수 없으나, 카노푸스는 제주도에서 관측되기도 한다. 가장 잘 보이는 시기는 3월 하순이다.

## 별과 천체
은하수가 용골자리를 지나가므로 밝은 천체들이 많다.
- 카노푸스 (용골자리 알파) : 태양을 포함하여 하늘에서 세 번째로 밝은 별이다. (태양 제외 경우, 두 번째로 밝은 별.) 동아시아에서는 '노인성'으로 불렀으며, 장수를 상징하는 별로 여겨졌다.
- 용골자리 베타 : 1.68 등급으로, 평온한 물이라는 뜻의 미아플라시두스라고도 부른다.
- 용골자리 엡실론 : 1.86 등급의 이중성이다. 스펙트럼은 K0이다. '아비오르'라는 별칭이 있다.

다이
- 용골자리 에타 : 초신성이 되기 직전인 초거성으로, 질량은 태양의 100 ~ 150배, 밝기는 태양의 4백만배이다. 1840년대에 한 차례 폭발이 관측되었다. 용골자리 성운(에타 카리나 성운) 속에 있다.
- 용골자리 세타 : 2.7 등급의 주계열성이다.
- 용골자리 υ : 2.9 등급의 이중성이다.
- 용골자리 ω : 3.3 등급이다. 시미람이라고도 한다.
- β, θ, υ, ω 이 네 별은 완벽한 다이아몬드 모양을 이룬다.

### 성운과 성단
- NGC 2516: 산개 성단이다.
- IC 2602: '남쪽플레이아데스성단'이라고 불린다.

- NGC 3372 (용골자리 성운) : 육안으로 보이는 대성운으로, 지구에서 7500광년 떨어져있고, 크기는 50광년에 육박한다. 성운 내부에 그보다 작은 성운들을 포함하고 있다.
  - 난쟁이 성운 (Homunculus Nebula): 용골자리 에타별 주위의 방출성운이다.
  - 열쇠구멍 성운 (Keyhole Nebula): 용골자리 에타별의 빛을 반사하는 성운으로, 용골자리 성운의 일부이다.
- NGC 3532: 대형 쌍안경으로 볼 수 있다. 약 150개의 별을 포함한다.
- NGC 2808: 육안으로 관측이 가능한 구상 성단이다.

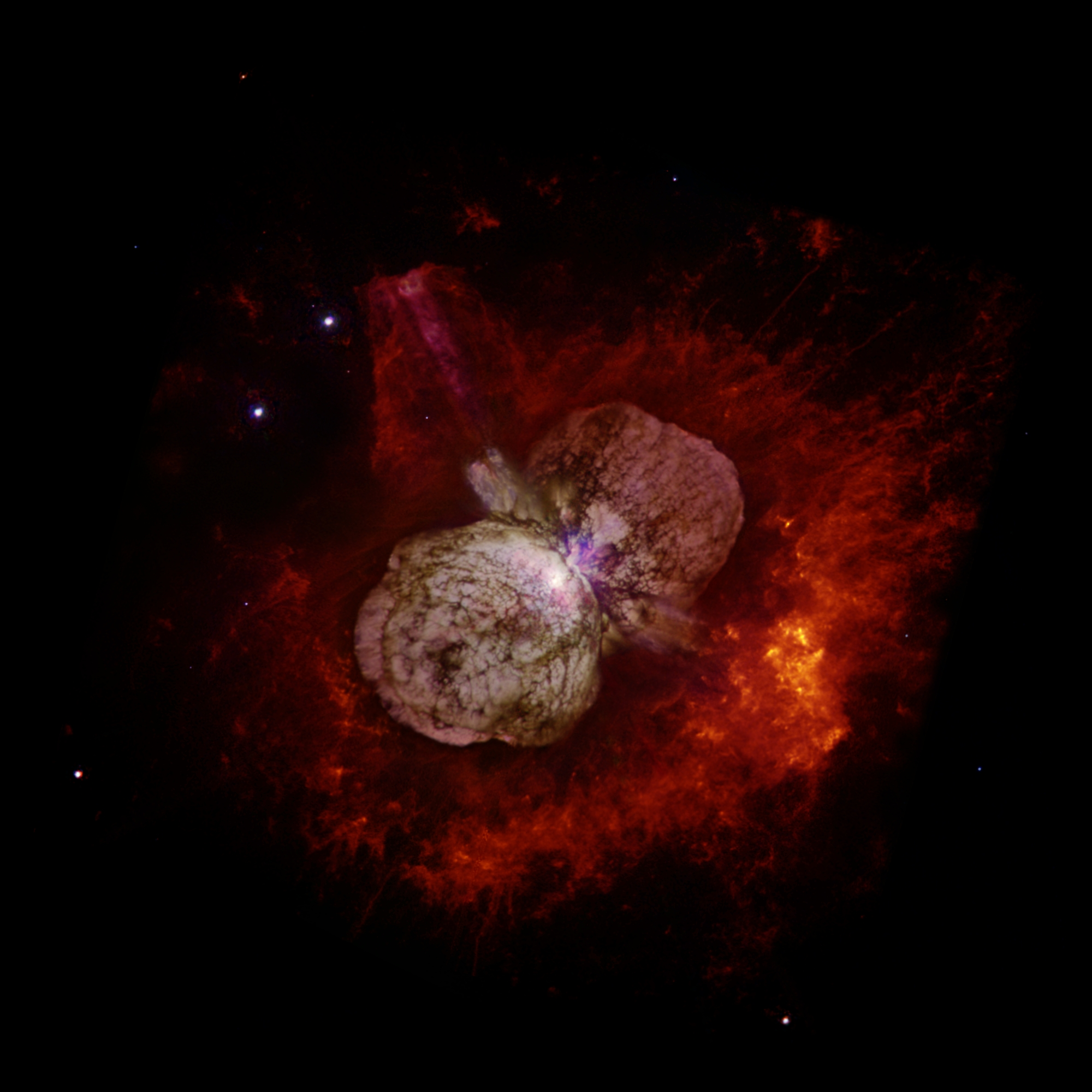
용골자리 에타별(용골자리 η)
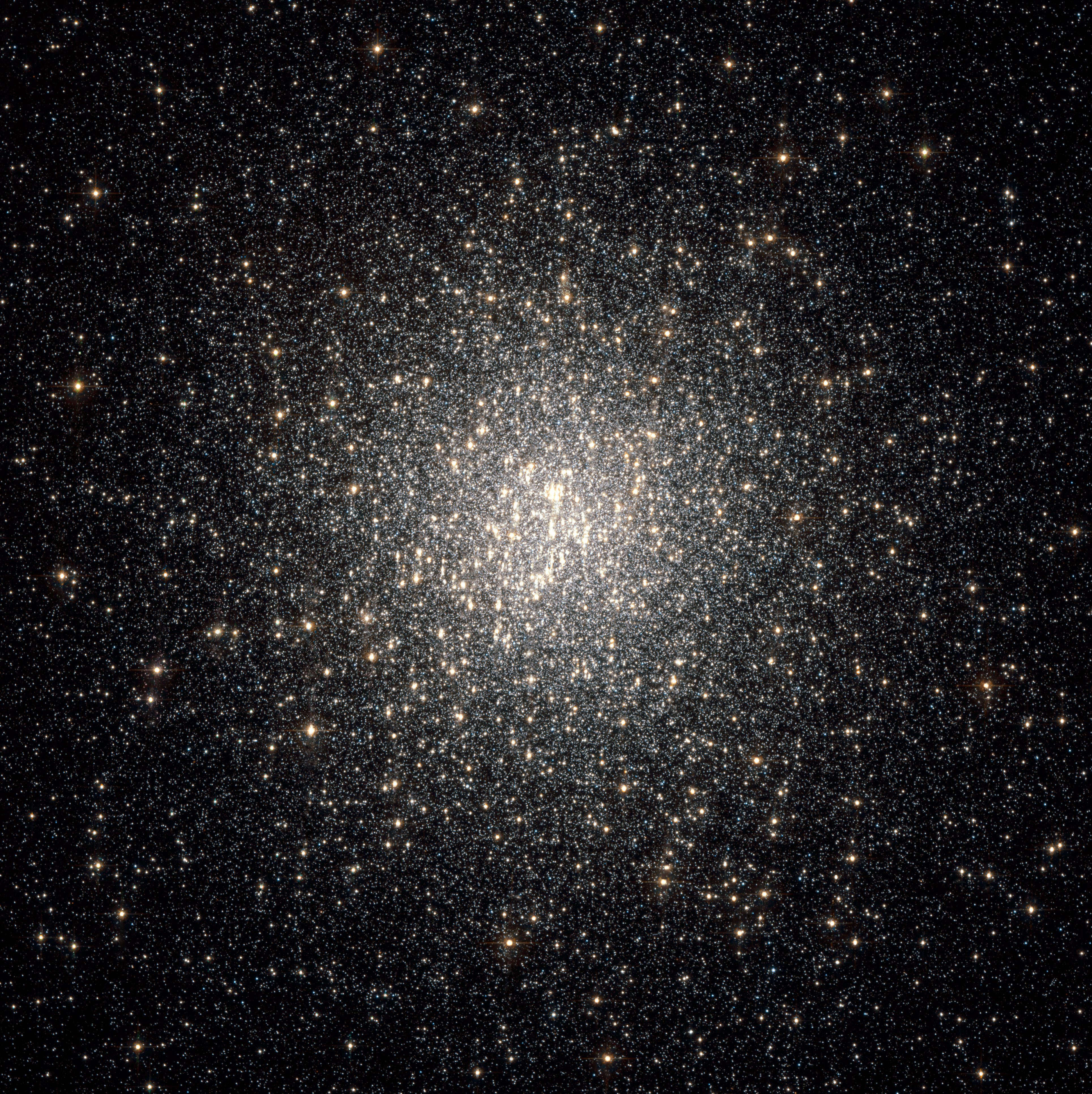
NGC 2808 구상성단

### 유성우
용골자리는 매년 1월 21일경 에타 카리나(용골자리 에타) 부근에서 시작되는 유성우를 포함한다.

## 신화와 역사

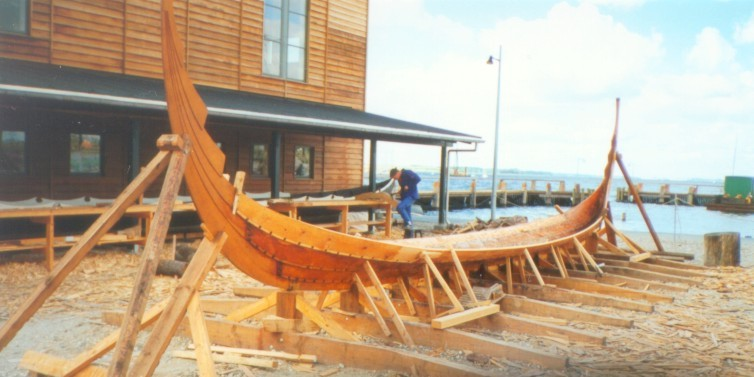
용골

1752년 니콜라 드 라카이유가 아르고자리를 넷으로 나누면서 만들어졌다.

## 같이 보기
- 고물자리
- 나침반자리
- 돛자리
- 1H0707-495

## 참고 문헌
- Ian Ridpath, Wil Tirion 《Stars and Planets Guide》, Collins, London. ISBN 978-0007251209. Princeton University Press, Princeton. ISBN 978-0691135564.